# Amy Rodriguez
Amy Joy Rodriguez (Lake Forest (Californië), 17 februari 1987) is een Amerikaans voetbalspeelster.

## Statistieken
| Seizoen | Club                | Land   | Competitie | Wedstrijden | Doelpunten |
| ------- | ------------------- | ------ | ---------- | ----------- | ---------- |
| 2009    | Boston Breakers     | USA    | WPS        | 17          | 1          |
| 2010    | Philadelphia Indep. | USA    | WPS        | 26          | 13         |
| 2011    | Philadelphia Indep. | USA    | WPS        | 12          | 4          |
| 2014    | Kansas City         | USA    | NWSL       | 24          | 16         |
| 2015    | Kansas City         | USA    | NWSL       | 13          | 9          |
| 2017    | Utah Royals         | USA    | NWSL       | 1           | 1          |
| 2018    | Utah Royals         | USA    | NWSL       | 19          | 5          |
| 2019    | Utah Royals         | USA    | NFS        | 24          | 9          |
| 2020    | Utah Royals         | USA    | NWSL       | 2           | 0          |
| Totaal  | Totaal              | Totaal | Totaal     | 138         | 58         |

Laatste update: september 2020

## Interlands
Rodriguez speelde in 2008 en 2012 met het Amerikaans voetbalelftal op de Olympische Zomerspelen. Beide keren behaalde het Amerikaanse team de gouden medaille.

## Privé
In oktober 2011 huwde Rodriguez met voetballer Adam Shilling. In augustus 2003 kregen zij een zoon, en in 2016 een tweede.